# Bluelizardita
La bluelizardita és un mineral de la classe dels sulfats. Rep el nom de la mina Blue Lizard, a Utah (Estats Units), la seva localitat tipus.

## Característiques
La bluelizardita és un sulfat de fórmula química Na₇(UO₂)(SO₄)₄Cl(H₂O)₂. Va ser aprovada com a espècie vàlida per l'Associació Mineralògica Internacional l'any 2013. Cristal·litza en el sistema monoclínic. La seva duresa a l'escala de Mohs és 2.

## Formació i jaciments
Va ser descoberta a la mina Blue Lizard, situada al districte de White Canyon, al comtat de San Juan (Utah, Estats Units). També ha estat descrita a la propera mina Markey. Aquests dos indrets són els únics de tot el planeta on ha estat descrita aquesta espècie mineral.